# Кошуляни
Кошуля́ни — село в Україні, у Мамалигівській сільській громаді Дністровського району Чернівецької області.

## Географія
Село розташоване на лівому березі річки Прут. Через село протікає річка Сталинешти та проходить автошлях Н10 Чернівці-Кишинів.

## Історія
З 24 серпня 1991 року село входить до складу незалежної України.
12 листопада 2022 року освячений храм на честь дванадцяти апостолів у селі Кошуляни.

## Населення
Населення за переписом 2001 року становило 1141 особу.

### Мова
Розподіл населення за рідною мовою за даними перепису 2001 року:
| Мова       | Відсоток |
| ---------- | -------- |
| румунська  | 93,6%    |
| українська | 3,86%    |
| російська  | 2,54%    |